# オレンジ郡 (フロリダ州)
オレンジ郡（英: Orange County）は、アメリカ合衆国フロリダ州のフロリダ半島中央部に位置する郡である。人口は142万9908人（2020年）。郡庁所在地は同郡で人口最大の都市オーランド市である。
オレンジ郡はオーランド・キシミー・サンフォード大都市圏に属している。郡政はオレンジ郡長が指導する郡政委員会によって行われている。郡政委員は6つの選挙区から選出される各1人、合計6人であり、郡長は郡全体から選出される。2004年の郡民投票で憲章の修正が認められる以前、郡長はオレンジ郡議長と呼ばれ、1990年に選挙で選ばれる地位になっていた。
郡庁はオーランド市中心街の建物にあるが、郡政府は2005年に郡内のある地域を「オレンジ郡中心街」と宣言した。その地域は大部分が未編入領域にあり（北端がオーランドに併合されている）、インターナショナル・ドライブとユニバーサル・ブールバードの回廊の南部に伸びている。郡政府はオレンジ郡会議場の北・南ビルのある地域に事務所を構えている。
オレンジ郡の警察組織はオレンジ郡保安官事務所とオーランド警察署である。オレンジ郡保安官も選挙で選ばれる役人である。公共教育はオレンジ郡公共教育学区が管轄している。オレンジ郡健康管理部はオレンジ郡と州が共同事業を行うフロリダ州健康省の1部門である。

## 歴史
オレンジ郡となった地域は、ルペリアン（3,390-2,840万年前）の海面下から最初に浮上した土地の一部であり、オレンジ・アイランドと呼ばれている。郡内のロックスプリングからは更新世の化石が出土しており、約110万年前とされるジャイアントスロス（ナマケモノ）、マンモス、ラクダ、ダイアウルフなど様々な哺乳類や鳥類が生息していた。
1821年、フロリダ州には西のエスカンビア郡と東のセントジョンズ郡の2つの郡があった。1824年、セントジョンズ郡の南部がモスキート郡とされ、郡庁所在地はエンタープライズに置かれた。モスキート郡はフロリダ州の中央部を占める広大な郡だった。フロリダが州に昇格した1845年にオレンジ郡と改名された。郡領域からオセオラ郡、セミノール郡、レイク郡、ボルーシャ郡が作られた。
オレンジという名前は郡の主要産品となった果物に拠っている。1970年代の最盛期には、8万エーカー (320 km²) の土地で柑橘類が栽培されていた。地域のうねりのある丘陵をドライブするとオレンジの木の深い緑の葉が広大な景観を作り、開花時には酔わせるような香りが漂っていた。今日ではオレンジの木がかなり少なくなった。その多くは1980年代初期に厳冬が続いたことで枯れてしまった。オレンジ栽培の歴史では初めてのことではなかったが、多くの果樹農家にとって財政的な挫折が大きく、負債を逃れて土地を去る者が多かった。土地所有者と栽培者の中でも大きなものがトロピカーナ社だったが、再度挑戦するよりも事業を放棄する道を選んだ。この田園部を農業に利用する道は限られており、一方フロリダ州は人口増加を続けており（近くにあるウォルト・ディズニー・ワールド・リゾートやユニバーサル・スタジオ・フロリダの成功も少なからず貢献した）、この地域は住宅開発の波に飲み込まれることになった。ただし、現在でも食品加工業や卸売業は残っている。

## 地理
アメリカ合衆国国勢調査局に拠れば、郡域全面積は1,004.19平方マイル (2,600.8 km2)であり、このうち陸地907.45平方マイル (2,350.3 km2)、水域は96.74平方マイル (250.6 km2)で水域率は9.63%である。
オレンジ郡はレイク郡とオセオラ郡に接し、「フォーコーナーズ」と呼ばれる点でポーク郡とも接している。この「フォーコーナーズ」は実際には3つの隅が2組になっている。オレンジ郡、レイク郡、オセオラ郡は共通の境界点があり、ベイル・ブールバードに近い州道192号線の西行き路交差点にある。レイク郡、オセオラ郡とポーク郡も共通の境界点があり、ベイル・ブールバードに近い州道192号線の東行き路、約15ヤード (14 m) 離れた地点にある。オレンジ郡はポーク郡に際限なく接近しているが、実際には接していないことになる。

### 主要高規格道路

#### 州間高速道路と自動車専用道路
- 州間高速道路4号線
- フロリダ・ターンパイク
- ホランド・イースト・ウェスト・イクスプレスウェイ（フロリダ州道408号線）
- マーティン・アンダーセン・ビーチライン・イクスプレスウェイ（フロリダ州道528号線）
- セントラル・フロリダ・グリーンウェイ（フロリダ州道417号線）
- ダニエル・ウェブスター・ウェスタン・イクスプレスウェイ（フロリダ州道429号線）
- メイトランド・ブールバード/ジョン・ランド・アポプカ・イクスプレスウェイ（フロリダ州道414号線）

#### 平面道路
- アメリカ国道441号線（オレンジ・ブロッサム・トレイル）
- アメリカ国道17号線/アメリカ国道92号線（ミルズ・アベニュー/オーランド・アベニュー/オレンジ・ブロッサム・トレイル）
- フロリダ州道15号線（コンウェイ/ナーコシー道路）
- フロリダ州道50号線（コロニアル・ドライブ）
- フロリダ州道423号線（ジョン・ヤング・パークウェイ/リー道路）
- フロリダ州道426号線（フェアバンクス/アロマ・アベニュー）
- フロリダ州道434号線（アラファヤ・トレイル/フォレストシティ道路）
- フロリダ州道435号線（カークマン道路）
- フロリダ州道436号線（シモラン・ブールバード）
- フロリダ州道551号線（ゴールデンロッド道路）
- フロリダ州道520号線
- アポプカ・バインランド道路

### 舗装道路
都市部を除きオレンジ郡で最初に舗装された道路は、1915年から1916年に建設されたものであり、1913年11月11日にの住民投票で承認された60万ドルの債券を発行して造られた。5本の道路が舗装され、幅は9フィート (3 m)、煉瓦敷きだった。

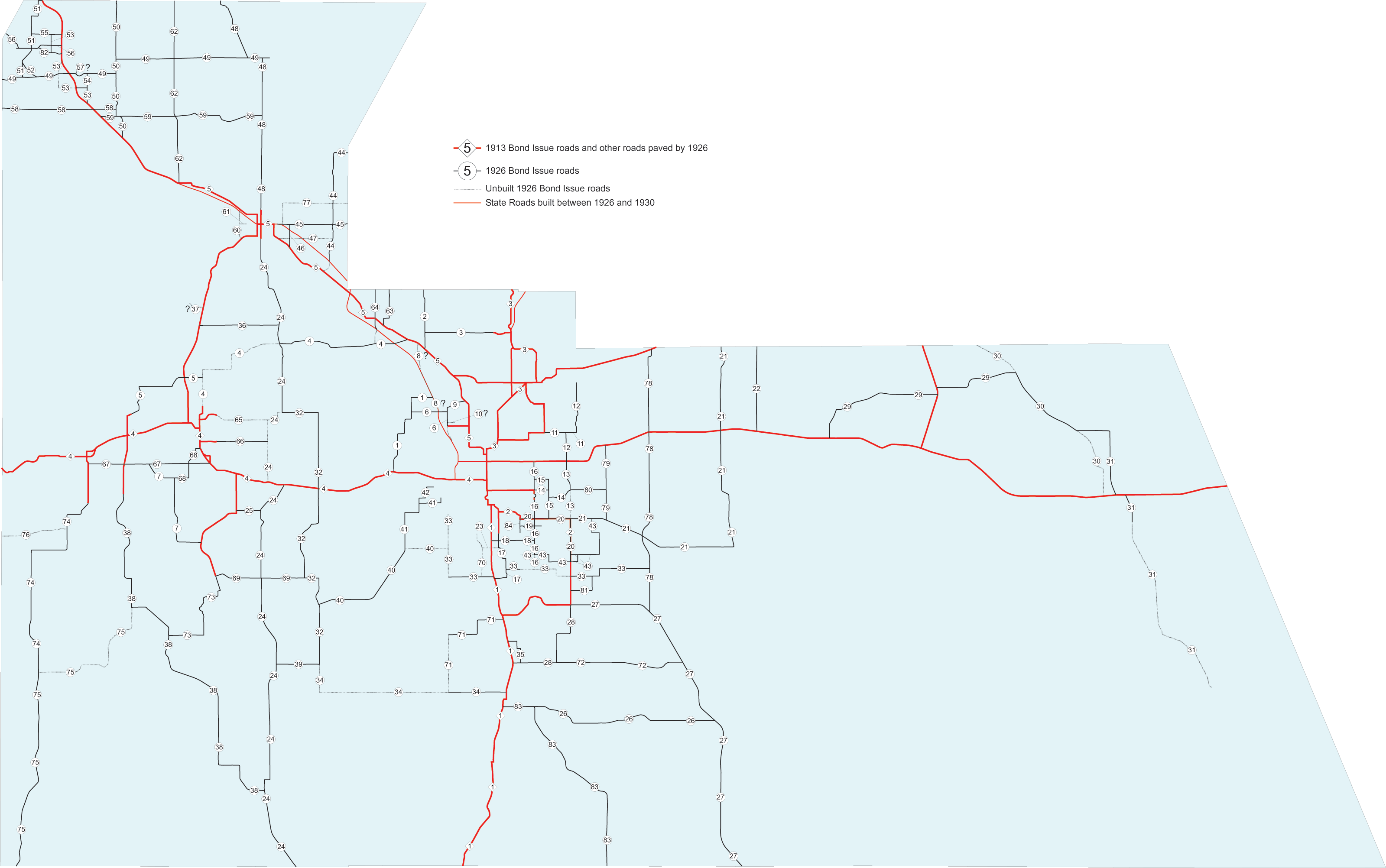
1926年の債券発行で建設または計画された道路、初期の舗装道路である

その後の10年間で10本以上の道路が舗装された。1926年3月23日の住民投票で、7百万ドルの債券発行が承認された。このときに郡内の主要道路がアスファルトで舗装された。

### 隣接する郡
- ボルーシャ郡 - 北東
- ブレバード郡 - 東
- オセオラ郡 - 南
- ポーク郡 - 南西
- セミノール郡 - 北
- レイク郡 - 西

## 人口動態
以下は2000年国勢調査による人口統計データである。
| 基礎データ - 人口: 896,344人 - 世帯数: 336,286 世帯 - 家族数: 220,267 家族 - 人口密度: 381人/km2（988人/mi2） - 住居数: 361,349軒 - 住居密度: 154軒/km2（398軒/mi2） 人種別人口構成 - 白人: 68.59% - アフリカン・アメリカン: 18.17% - ネイティブ・アメリカン: 0.34% - アジア人: 3.35% - 太平洋諸島系: 0.09% - その他の人種: 6.01%（3.09%は非ヒスパニック西インド諸島出身） - 混血: 3.43% - ヒスパニック・ラテン系: 18.78% 言語による構成 - 英語：74.7% - スペイン語：17.3% - フランス系クレオール語：4.6% 年齢別人口構成 - 18歳未満: 25.3% - 18-24歳: 10.9% - 25-44歳: 33.8% - 45-64歳: 20.0% - 65歳以上: 10.0% - 年齢の中央値: 33歳 - 性比（女性100人あたり男性の人口） - 総人口: 98.0 - 18歳以上: 95.7 | 世帯と家族（対世帯数） - 18歳未満の子供がいる: 32.4% - 結婚・同居している夫婦: 47.0% - 未婚・離婚・死別女性が世帯主: 13.7% - 非家族世帯: 34.5% - 単身世帯: 24.2% - 65歳以上の老人1人暮らし: 6.5% - 平均構成人数 - 世帯: 2.61人 - 家族: 3.14人 収入と家計 - 収入の中央値 - 世帯: 41,311米ドル - 家族: 47,159米ドル - 性別 - 男性: 32,053米ドル - 女性: 25,402米ドル - 人口1人あたり収入: 20,916米ドル - 貧困線以下 - 対人口: 12.1% - 対家族数: 8.8% - 18歳未満: 16.3% - 65歳以上: 9.3% |

## 都市と町

### 市
- オーランド（郡庁所在地）
- アポプカ
- オコーイ
- ウィンターガーデン
- ウィンターパーク
- メイトランド
- ベイルアイル
- エッジウッド
- ベイレイク
- レイクブエナビスタ

### 町
- イートンビル
- オークランド
- ワインダーミア

### 未編入地域
| - アラファヤ - アンドーバーレイクス - ベイヒル - コンウェイ - サイプレススプリングス - ドクターフィリップス - フェアビューショアーズ - フォーコーナーズ（シトラスリッジ） - ゴールデンロッド - ゴーサ - ホールデンハイツ - ホライズンウェスト - ハンターズクリーク | - アイルワース - キラーニー - パインキャッスル - パインヒルズ - プリマス - リーディクリーク改良区 - リオピナール - スカイレイク - サウスアポプカ - サウスチェイス - タフト - タンジェロパーク | - タンジェリン - ティルデンビル - ユニオンパーク - ユニバーシティ - バインランド - ビスタレイクス - ウォーターフォードレイクス - ウェッジフィールド - ウィリアムズバーグ - ゼルウッド |

## 経済
オリーブ・ガーデンなど多くのレストラン・チェーンを経営するダーデン・レストランツが、郡内オーランド市に近い未編入領域に本社を置いている。

## 政治
オレンジ郡はフロリダ州中央部の中で民主党寄りの郡の1つである。2008年ではバラク・オバマに59%の支持を与え、2008年もやはり59%だった。しかし、最近の選挙で郡長については共和党候補を選んでおり、州知事も共和党候補だった。
オレンジ郡は「チャーター」郡である。すなわち郡政府が「チャーター」（憲章）を採択し、州法に加えてそのチャーターで統治されている。フロリダ州67郡のうち20郡がチャーター郡である。

### 政府関連
- Orange County Comptroller
- Orange County Supervisor of Elections
- Orange County Property Appraiser
- Orange County Sheriff's Office
- Orange County Tax Collector
- Orange County Government

### 特殊地区
- Orange County Public Schools
- South Florida Water Management District
- St. Johns River Water Management District
- Reedy Creek Improvement District
- Ranger Drainage District

### 司法関連
- Orange County Clerk of Courts
- Public Defender, 9th Judicial Circuit of Florida serving Orange and Osceola counties
- Circuit and County Court for the 9th Judicial Circuit of Florida

### 観光
- Visit Orlando

### その他
- Photographs From the State Archives of Florida.
- Central Florida Memory is a unique digital collection where visitors can discover the history of Orange County and surrounding areas of Central Florida.
- Orange County Regional History Center
- The West Orange Times newspaper that serves Orange County, Florida available in full-text with images in Florida Digital Newspaper Library
- Orange County Health Department

座標: 北緯28度31分 西経81度19分 / 北緯28.51度 西経81.32度